# Life is Beautiful (Chicago Poodleのアルバム)
『Life is Beautiful』（ライフ・イズ・ビューティフル）はChicago Poodleの4枚目のアルバム。

## 内容
1年5月ぶりにリリースした本作は「人生」をテーマにして制作した。「泣いたらええ」は関西弁のバラードで、プロモーション・ビデオも制作されている。

## 収録曲
全曲　作曲：花沢耕太
1. Life is Beautiful
作詞・編曲：Chicago Poodle
2. 答エアワセ
作詞：山口教仁　編曲：岩倉さとし
3. 夢色キャンバス
作詞：山口教仁　編曲：岩倉さとし
4. 泣いたらええ
作詞：山口教仁　編曲：岡本仁志
5. 君の笑顔がなによりも好きだった
作詞：辻本健司・山口教仁・+DN　編曲：岩倉さとし
6. Good-bye, what a wonderful world
作詞：辻本健司　編曲：大楠雄蔵・Chicago Poodle
7. LaTaTa
作詞：辻本健司　編曲：鶴沢夢人
8. 空遠く
作詞：辻本健司　編曲：Chicago Poodle
9. with
作詞：山口教仁　編曲：古井弘人
10. シナリオのないライフ
作詞：山口教仁・+DN　編曲：Chicago Poodle
11. just my special lady
作詞：山口教仁　編曲：Chicago Poodle